# Млодзиевский, Болеслав Корнелиевич
Болеслав Корнелиевич Млодзиевский (Млодзеевский) (1858—1923) — русский математик, профессор Московского университета.

## Биография
Болеслав Корнелиевич Млодзиевский родился 28 июня (10 июля) 1858 года в семье профессора медицинского факультета Московского университета Корнелия Яковлевича Млодзеевского.
В 1868 году Болеслав Млодзиевский поступил во 2-й класс 5-й Московской гимназии, которую окончил с золотой медалью в 1876 году.
В 1880 году он окончил математическое отделение физико-математического факультета Московского университета, защитив сочинение на тему «Классификация плоских кривых 3-го порядка»; был оставлен для подготовки к профессорскому званию.
В феврале 1883 года Млодзиевский сдал последний магистерский экзамен, а в начале 1885 года был утверждён в звании приват-доцента Московского университета (читал спецкурс по синтетической теории конических сечений) и в 1886 году защитил диссертацию на степень магистра «Исследования об изгибании поверхностей», а в 1890 году — докторскую: «О многообразиях многих измерений».
Через 4 месяца после защиты докторской диссертации он был командирован за границу и изучал математику, преимущественно геометрию, в Цюрихе, Париже и Гёттингене (у Ф. Клейна и Г. А. Шварца). По возвращении в Москву, в феврале 1892 года, был назначен экстраординарным профессором по кафедре чистой математики, а в 1899 году — ординарным профессором Московского университета; 5 февраля 1910 года он был утверждён в звании заслуженного профессора, а через год, в 1911 году, в связи со студенческими волнениями и отставкой протестующих против действий Л. А. Кассо, ему пришлось вместе с рядом других профессоров и преподавателей покинуть университет. Некоторое время он читал публичные лекции в Народном университете им. А. Л. Шанявского. Уход из университета вызвал заболевание диабетом, и рецидивы этой болезни сказывались впоследствии и содействовали преждевременной его кончине. В 1917 году он возвратился в Московский университет и преподавал в нём до своей смерти. 
В начале своей педагогической деятельности Млодзиевский преподавал в средней школе (в Усачевско-Чернявском училище) и не оставлял этого преподавания в течение почти 20 лет.
Преподавал он также в Московском инженерном училище (1896—1906) и на Высших женских курсах, где впервые в России, в 1906 году, организовал математический семинарий. Эта форма обучения была вскоре опробована и в Московском университете. Кроме того, Млодзиевский преподавал в Институте народного хозяйства имени Карла Маркса, в Военно-педагогической академии([уточнить]) и в Академии социального воспитания, был первым директором Института математики и механики МГУ.
Млодзиевским был прочитан в Москве первый курс по теории функций действительного переменного и по теории множеств.
Учениками Млодзиевского были С. С. Бюшгенс, С. П. Фиников, В. В. Голубев, другие российские геометры.
В 1915 году на 2-м Всероссийском съезде преподавателей математики поставил вопрос о необходимости преподавания в средних учебных заведениях аналитической геометрии и теории вероятностей, вызвавший ожесточённую полемику.
Умер 18 января 1923 года. Похоронен на Новодевичьем кладбище.

## Московское математическое общество
Членом Московского Математического Общества Млодзиевский был избран в 1885 году; с 1891 года по 1905 год исполнял должность секретаря, после чего был избран вице-президентом. В 1921 году был избран президентом общества и пребывал в этой должности до самой своей кончины в 1923 году. В заседаниях Общества им было прочитано 66 докладов.

## Научные работы
Научные труды относятся к дифференциальной и алгебраической геометрии и её приложениям. Среди них:
- «Исследования об изгибании поверхностей» (дисс., 1886 г., в «Ученых записках Московского унив.», затем: М.: Унив. тип. (М. Катков), 1886)[2],
- Об огибающей орбит при Ньютонианском притяжении // Математический сборник : журнал. — М., 1887. — Т. 13, № 2. — С. 339—405.
- «О многообразиях многих измерений» (дисс., 1889, «Ученые записки Моск. унив.», затем: М.: Унив. тип., 1889),
- «Об определении орбит двойных звезд» («Труды Отделения физич. наук», 1890),
- «Sur la déformation des surfaces» («Bulletin des Mathématiques», 1891),
- «Антикаустические кривые при многократном преломлении» («Труды Отдел. физич. наук», 1893),
- «О перманентных осях в движении тяжелого твердого тела около неподвижной точки» (т. же, 1894),
- Об одном случае движения тяжелого твердого тела около неподвижной точки // Математический сборник : журнал. — М., 1896. — Т. 18, № 1. — С. 76—85.
- «Прибор проф. Мешке для решения уравнений высших степеней» («Труды Отдел. физ. наук», 1896).
- О поверхностях, связанных с поверхностями Петерсона // Математический сборник : журнал. — М., 1900. — Т. 21, № 3. — С. 450—460.